# 极品五笔

极品五笔输入法是南京市七巧软件工作室开发，于2001年5月发布的一款五笔中文输入法。使用86版五笔编码，GB2312字符集，并支持一部分GBK字符。